# لانگبوت کی (فلوریدا)
لانگبوت کی (به انگلیسی: Longboat Key) شهرکی در شهرستان ماناتی ساراسوتا ایالت فلوریدا است که در سال ۱۹۵۵ بنیان‌گذاری شده‌است. این شهرک طبق سرشماری سال ۲۰۱۰ میلادی، ۶٬۸۸۸ نفر جمعیت داشته و مساحت آن نیز ۴۴٫۲ کیلومتر مربع است.

## نگارخانه

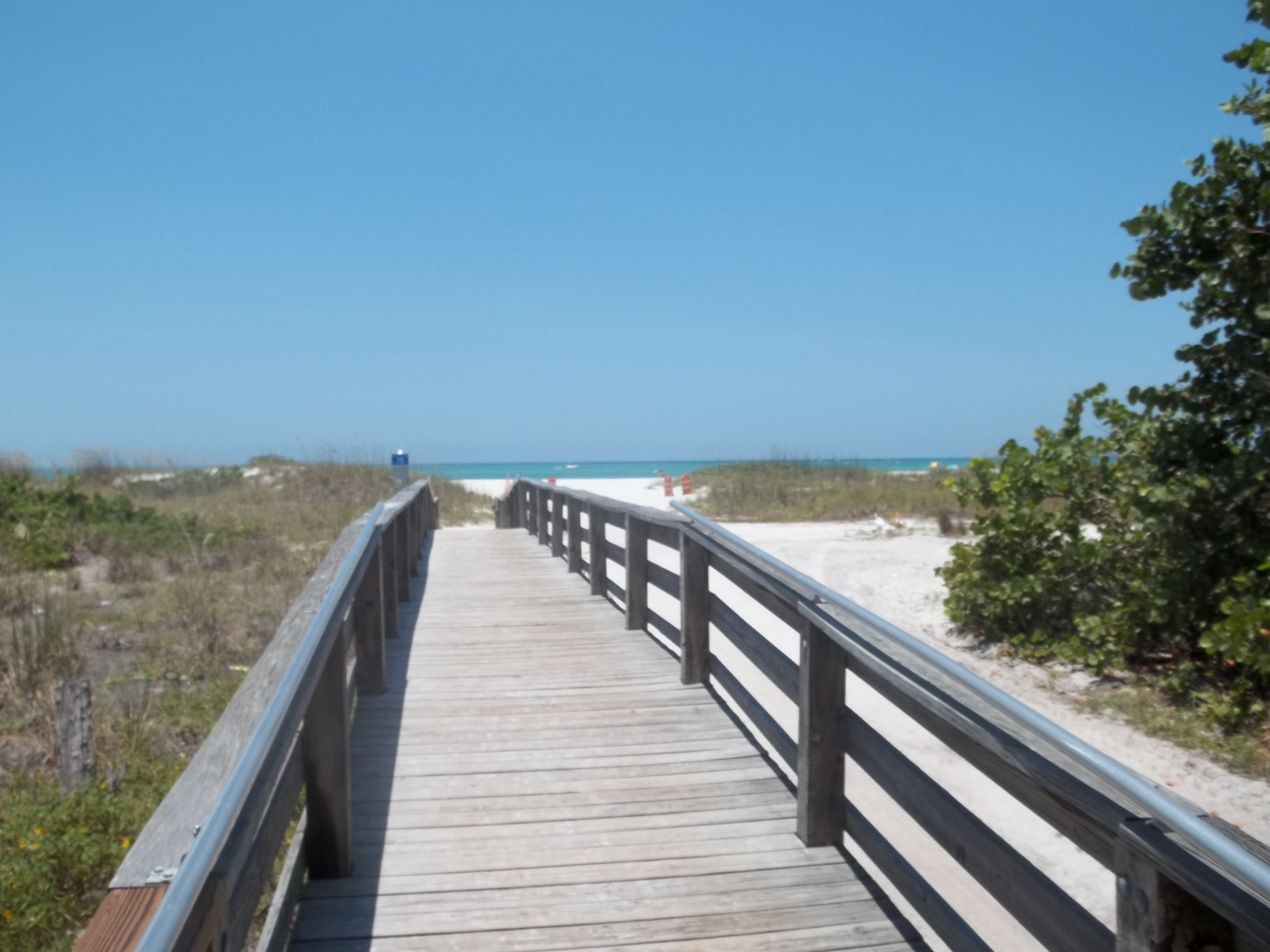
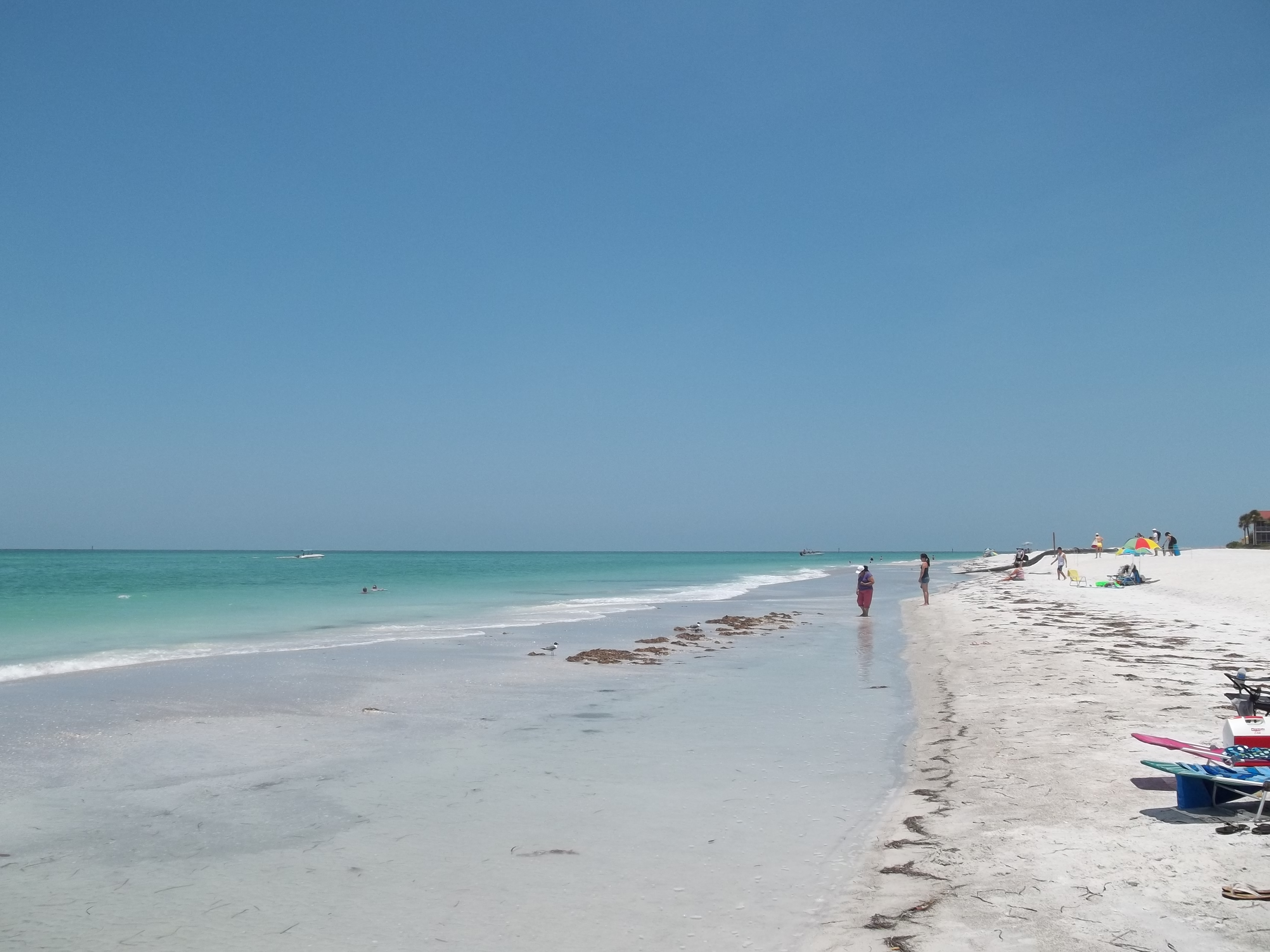
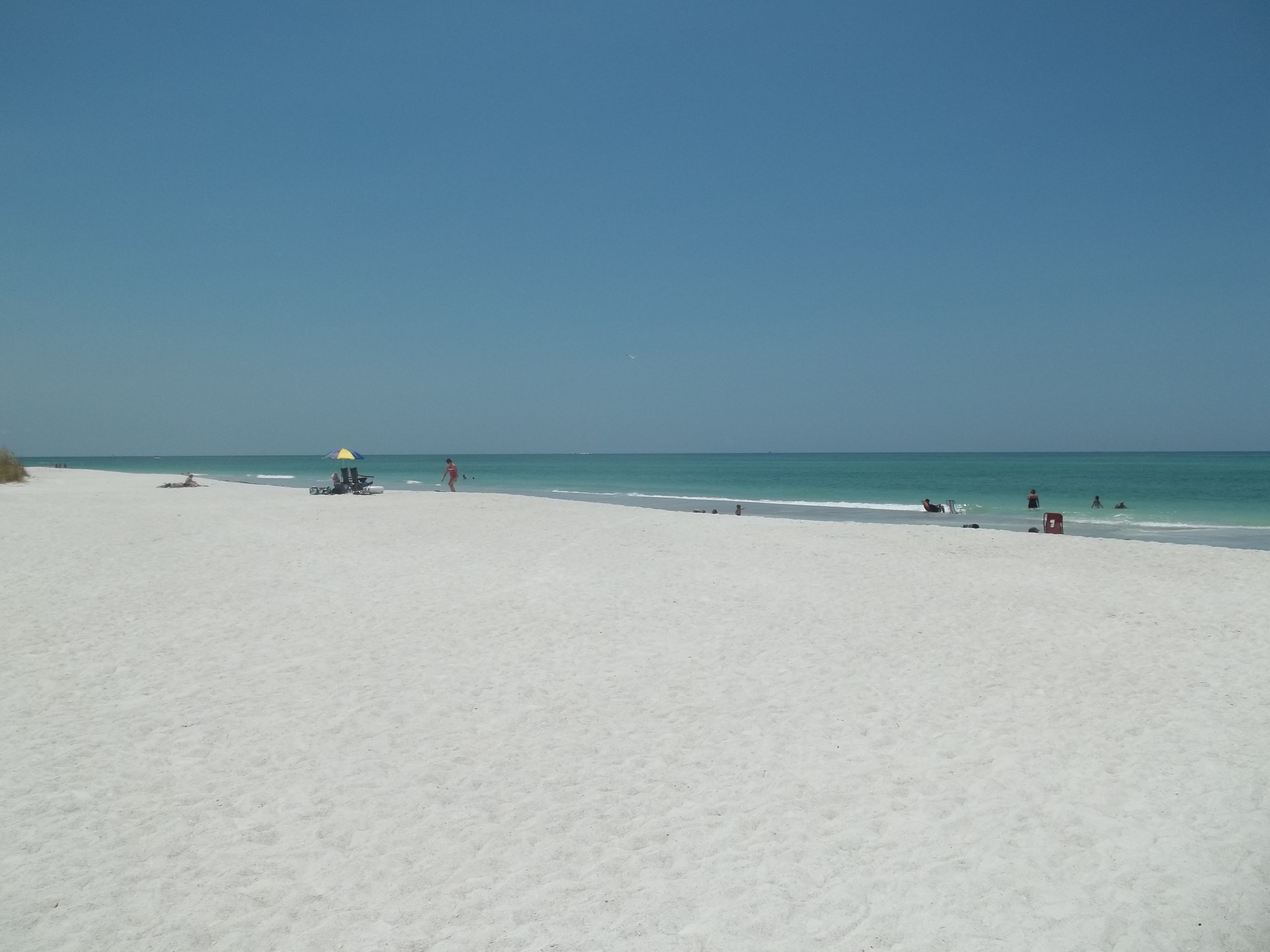